# Claudia Ledesma Abdala
Claudia Alejandra Ledesma Abdala de Zamora (La Banda, Santiago del Estero; 14 de septiembre de 1974) es una abogada, escribana y política argentina. Fue gobernadora de Santiago del Estero desde el 10 de diciembre de 2013 hasta el 10 de diciembre de 2017, en sucesión a su esposo Gerardo Zamora quien se desempeñó en ese mismo cargo en 2005.
Fue diputada nacional por la misma provincia desde el 2017 y 2019. Actualmente es senadora nacional y fue presidenta provisional de dicho cuerpo desde el 10 de diciembre de 2019 hasta el 10 de diciembre de 2023, siendo la segunda mujer en ocupar dicho cargo, tras Beatriz Rojkés de Alperovich. Del mismo modo, fue la primera vez en la historia de la Argentina, donde los altos mandos jerárquicos de ambos plenos legislativos nacionales, estuvieron presididos por mujeres, Cristina Fernández de Kirchner como Presidenta del Senado, Cecilia Moreau como Presidenta de la Cámara de Diputados y la misma Claudia Ledesma Abdala como Presidenta Provisional del Senado. 

## Biografía
Se recibió de abogada en 2003, pero pese a contar con el título, continuó perfeccionándose realizando posgrados, como Formación Continua en “Régimen Jurídico del Automotor”, así mismo presenció varios seminarios para lograr mayor formación académica.
Se desempeñó como Defensora del Pueblo en la ciudad de La Banda en 2003. Además fue jueza de Faltas Municipal de dicha ciudad en el año 2005.
Estuvo casada con el empresario santiagueño Jorge Amerio, de quien se divorció más tarde, antes de casarse con Gerardo Zamora. Se desempeñó como titular del Registro del Automotor en Santiago del Estero, durante el mandato de su esposo.
En noviembre de 2011 tuvo una hija, llamada Amparo Zamora.
Después de que la Suprema Corte de Justicia de la Nación le impidiera a su esposo postularse para un nuevo mandato, suspendiéndose las elecciones de octubre de 2013, se postuló para el cargo de gobernadora por el Frente Cívico por Santiago, acompañando en la fórmula como vicegobernador José Emilio Neder.
Ganó con el 64,67% de los votos positivos en las elecciones del 1 de diciembre del mismo año.

## Gobierno de Santiago del Estero (2013-2017)
Asumió la gobernación el 10 de diciembre de 2013. La ceremonia y la sesión especial de la Cámara de Diputados de la Provincia tuvo lugar en el Fórum Santiago del Estero, Centro de Convenciones y Exposiciones, y contó con la presencia de funcionarios nacionales y locales e invitados especiales. Estuvieron presentes en representación de la presidenta de la Nación, Cristina Fernández; Pablo Abal Medina, director de la Unidad de Coordinación de Programas y Proyectos con Financiamiento Externo; el ex Jefe de Gabinete de Ministros, Juan Manuel Abal Medina; la secretaria de Organización y Comunicación Comunitaria del Ministerio de Desarrollo Social de la Nación, Inés Páez; y el titular de la Administración de Infraestructuras Ferroviarias (Adif), José Nicanor Villafañe. Otro funcionario nacional de alto rango que participó, fue el presidente del Fondo Fiduciario Federal, el exgobernador de Tierra del Fuego, José Arturo Estabillo.
En su mensaje inaugural, hizo un enfático llamado a la unidad de los santiagueños, a continuar por la senda del trabajo y de la transformación de la provincia.

### Gabinete de ministros

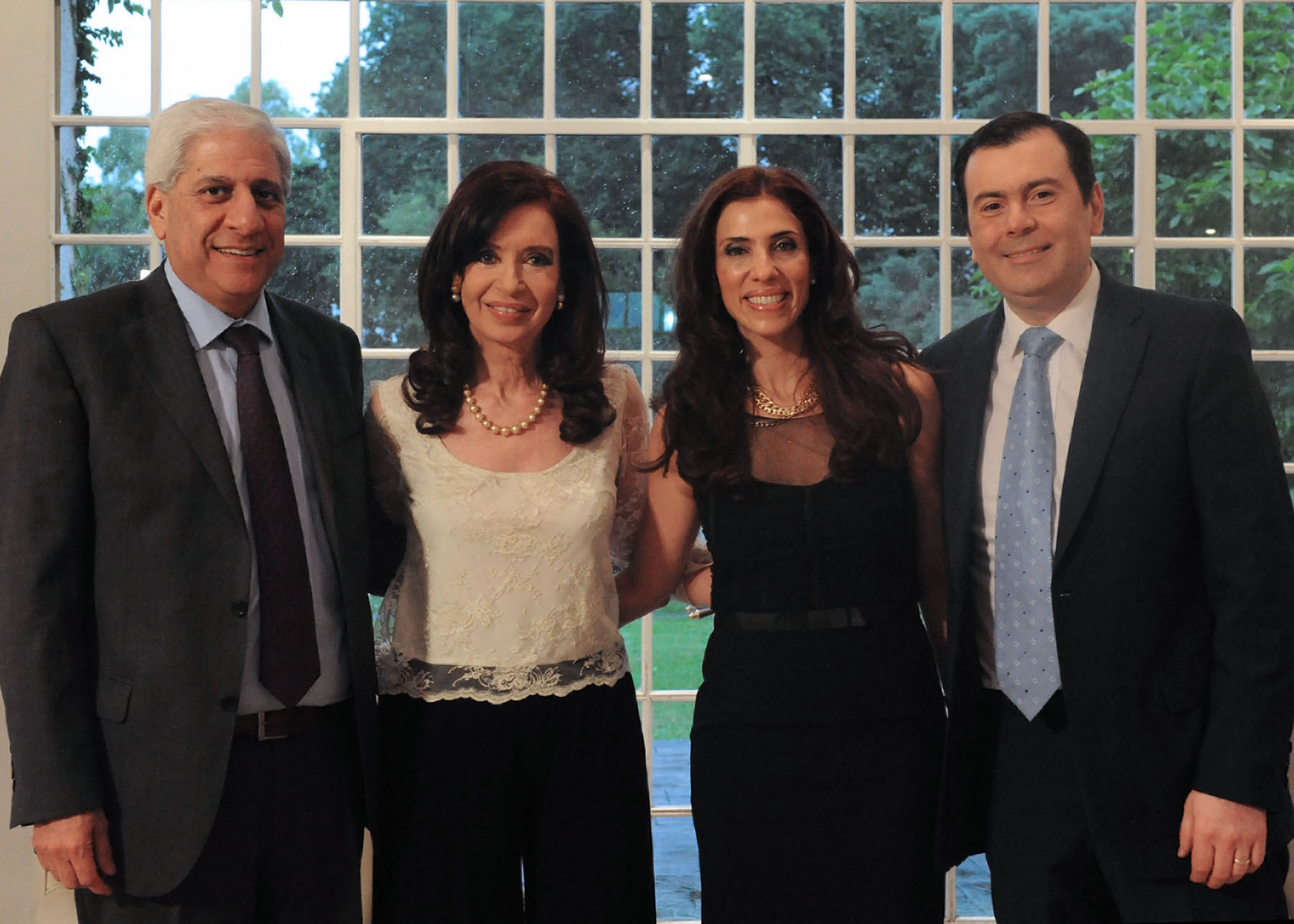
De izquierda a derecha: José Emilio Neder (vicegobernador), Cristina Fernández de Kirchner, Claudia Ledesma Abdala y Gerardo Zamora (exgobernador y esposo de Claudia Ledesma). La gestión de la gobernadora contaba con el apoyo incondicional de la presidenta de la Nación.

La gobernadora Claudia de Zamora, tomó juramento a los ministros y secretarios de su gabinete de gobierno, acto en el que ratificó a casi la totalidad del plantel de hombres y mujeres que venían desempeñándose en los distintos ministerios y las secretarías con rango de ministerio durante la gestión de su esposo Gerardo Zamora.
- Jefe de Gabinete de Ministros: Elías Suárez
- Ministro de Gobierno: Carlos Silva Neder;
- Ministro de Economía: Atilio Chara;
- Ministro de Producción, Recursos Naturales, Forestación y Tierras: Luis Gelid;
- Ministro de Justicia: Ricardo Daives;
- Ministro de Salud: Luis César Martínez;
- Ministra de Educación: Mariela Nassif;
- Ministro de Obras y Servicios Públicos: Daniel Brué;
- Ministro de Desarrollo Social, Promoción Humana y Relaciones Institucionales: Ángel Niccolai;
- Ministro del Agua y Ambiente: Abel Tévez.

En las secretarías de Estado:
- Secretario de Trabajo: Andrés Bernasconi;
- Secretaria General de la Gobernación: Matilde O’Mill;
- Secretario de Desarrollo, Ciencia, Tecnología y Gestión Pública: Juan Carlos Costas;
- Secretario de Seguridad: David Marcelo Pato;
- Secretario de la Representación Oficial de la Provincia en la Ciudad Autónoma de Buenos Aires: Bernardo Abruzzese.

### Políticas en Infraestructura y Servicios

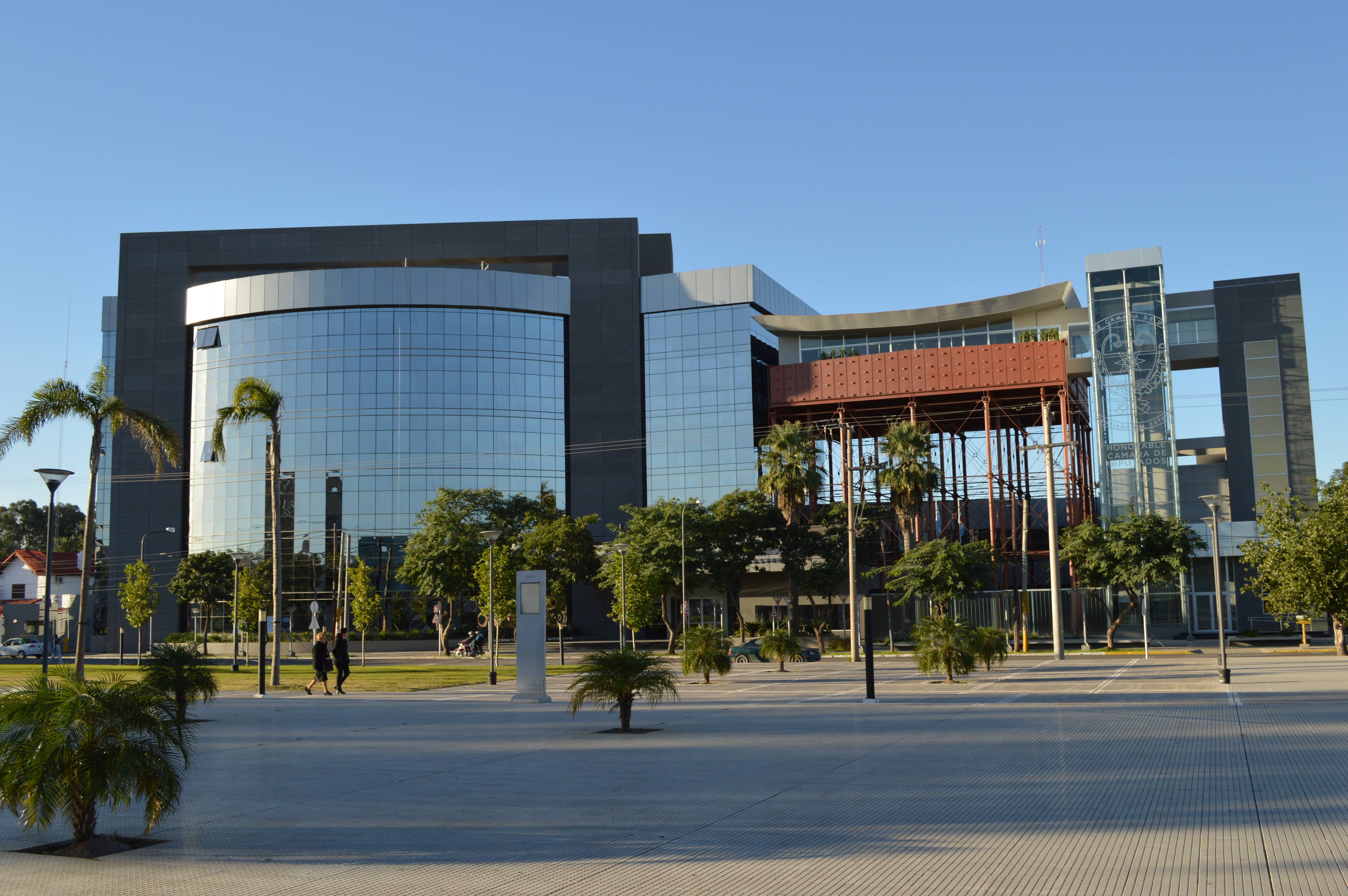
Nuevo Edificio de la Cámara de Diputados de Santiago del Estero, inaugurado por Claudia de Zamora en abril de 2014.

A pocos días de haber asumido la gobernación, Claudia de Zamora participó de la firma de un convenio con la Ansés (Administración Nacional de la Seguridad Social) de colaboración para la generación de suelo urbano, que facilite la construcción de viviendas para familias con crédito PRO.CRE.AR Bicentenario. De esta manera, la provincia colaboró con terrenos que faciliten la construcción de casas.
El 30 de diciembre de 2013, entregó viviendas en los barrios Santa Lucía e Independencia de la ciudad de Santiago del Estero. El conjunto de viviendas, correspondiente a 50 complejos habitacionales en el barrio Independencia y 150 en Santa Lucía, cuentan con una estructura de servicios, como red de agua potable, cloacas, baño completo y lavadero exterior. También se ha previsto una tipología para discapacitados de 47,82 m².

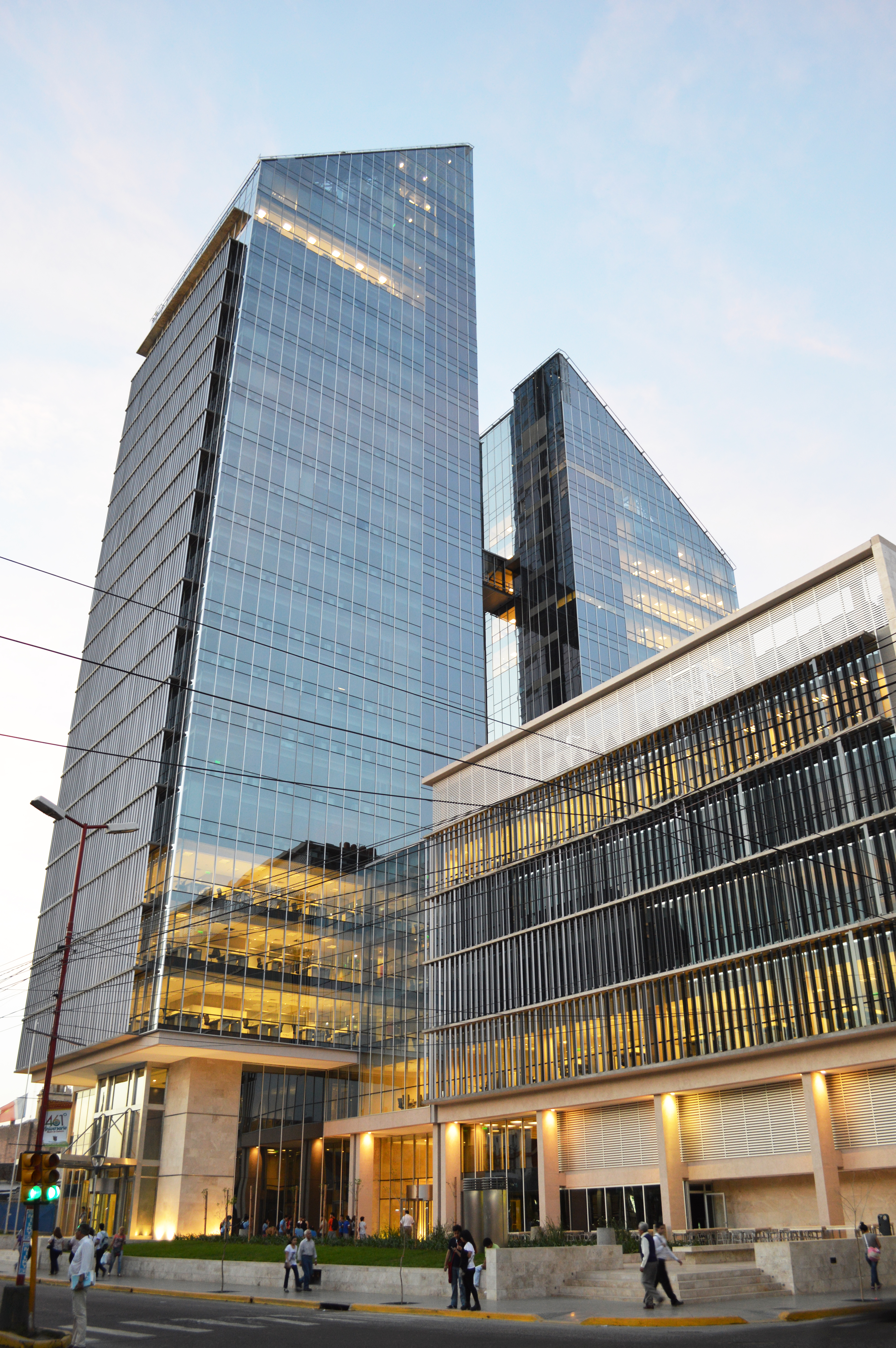
El Complejo Juan Felipe Ibarra, que fue inaugurado por la gobernadora en agosto de 2014.

A principios de febrero de 2014, inauguró un complejo habitacional de 36 viviendas rurales en la localidad de Pampa Mayo, Departamento Banda. En su discurso, Claudia de Zamora remarcó la construcción de 150 viviendas rurales nuevas, que se suman a 60 viviendas que se vienen construyendo y que están próximas a terminar.
El 12 de febrero, la gobernadora firmó un convenio con el Ministerio de Planificación Federal, Inversión Pública y Servicios de la Nación para dar inicio a la obra de construcción de la nueva planta depuradora y la cañería de impulsión, en el marco del Plan integral de saneamiento urbano de la ciudad de Santiago del Estero. Esta obra beneficiará a 250 000 habitantes, con capacidad futura de beneficiar a 340 000 y consistirá en la construcción de una planta depuradora, la cañería de impulsión y la readecuación del bombeo principal.
Días después, inauguró un complejo de 18 viviendas en el barrio Vinalar de la ciudad capital y 280 en el barrio Villa Suaya de la ciudad de La Banda, a la que se sumaron 12 construidas en los barrios Mosconi, General Paz, Primera Junta, Los Flores, Almirante Brown e Industria de la capital. Las viviendas cuentan con 50 m², dos dormitorios, baño, cocina comedor, hall de ingreso y galería cubierta. Además cuenta con conexión de agua fría y caliente con sus respectivos artefactos para baño y cocina, aberturas metálicas e instalación eléctrica completa.
El 21 de febrero, inauguró simbólicamente en la localidad de Pozo Hondo, cuatro obras importantes para la ciudad y su entorno: el moderno acceso a la ciudad desde la ruta nacional 34, con pavimento de hormigón, bulevar, en una extensión de 1000 metros, totalmente iluminado.
También, un centro recreativo con gimnasio, centro comercial, cancha de básquet, con un gimnasio en planta alta. También habilitó el mejoramiento del camino que une Pozo Hondo con Gramilla; y finalmente una planta potabilizadora de agua en la localidad El Uclar.
A fines de marzo de 2014, Claudia de Zamora inauguró en la ciudad de Campo Gallo la segunda etapa del polideportivo municipal, iluminación de acceso sobre la ruta, alumbrado público en el barrio Cabezas Nuevo, remodelación del jardín de Infantes Anunicay, 20 módulos habitacionales y la pavimentación de la avenida San Martín. También entregó 18 viviendas rurales en la localidad de Yuchán, Departamento Juan Felipe Ibarra.
El 8 de abril inauguró el nuevo Edificio de la Cámara de Diputados de Santiago del Estero, ubicada en la intersección de Avenida Roca y Patagonia de la ciudad de Santiago del Estero. Las imponentes nuevas instalaciones, que tiene cinco pisos, están dotadas de lo más moderno en arquitectura y en comunicaciones.
El 26 de agosto de 2014, la entonces presidenta de la Nación, Cristina Fernández y la gobernadora de la provincia, Ledesma Abdala; junto al presidente provisional del Senado, Gerardo Zamora, encabezaron la ceremonia protocolar en donde dejaron habilitado el Complejo Edilicio Juan Felipe Ibarra, que albergará los Ministerios de Economía y de Educación y otras reparticiones públicas. El complejo será el primer edificio público de la Argentina que certificará normas LEED, por la incorporación de aspectos relacionados con la eficiencia energética, el uso de energías alternativas, la eficiencia del consumo de agua, la selección de materiales, entre otros.
Durante el mismo mes, la primera mandataria provincial dejó habilitada una planta potabilizadora, pavimento, alumbrado público y una Subcomisaría en la localidad bandeña de La Dársena.
En diciembre de 2014, Claudia de Zamora inauguró obras de refacción y ampliación del Agrupamiento de Itinerancia N.º 86063, la Nueva Comisión Municipal de San José del Boquerón, la pavimentación de la Ruta N.º 2 uniendo las localidades de Santo Domingo con San José del Boquerón, la construcción de cinco pasarelas peatonales sobre el río Salado entre las localidades de Tres Varones y Nuevo Yuchán, de los departamentos Copo y Pellegrini respectivamente, y por último, entregó viviendas sociales en el marco del Plan de Viviendas Sociales que se viene desarrollando a lo largo y a lo ancho de la provincia.
En el marco del Plan de Viviendas Sociales, entregó 100 módulos habitacionales en los barrios Los Lagos y 25 de Mayo de la ciudad de La Banda, donde además realizó la inauguración de la ampliación de una red de agua potable para 500 viviendas del barrio Villa Nueva y optimizó el suministro de agua potable para 200 viviendas en el barrio Sarmiento.
En la localidad de Herrera, junto al ministro Julio de Vido, inauguró una planta potabilizadora de agua, la refacción integral de la sede de la Comisión Municipal y la oficina digital del Registro Civil. Además se firmó un acta acuerdo para la construcción de 30 viviendas y una carta intención para la implementación de un Núcleo de Acceso al Conocimiento. También en Campo Gallo, Claudia de Zamora y De Vido habilitaron una planta potabilizadora de agua y 20 viviendas sociales.
Está proyectado para 2015 la ejecución de 3040 viviendas con el trabajo de autoconstrucción solidaria de 12 160 santiagueños, con el amueblamiento necesario. En la actualidad sostuvo que se encuentran en ejecución 2600 viviendas y unas 1600 en proceso licitatorio.
En junio de 2015, Claudia de Zamora y el ministro de Planificación Federal, Inversión Pública y Servicios, Julio de Vido, inauguraron el Acueducto del Oeste en la localidad de Laprida, Departamento Choya, una obra hídrica emblemática que beneficiará a más de 20 mil santiagueños. También se habilitaron los tramos de las rutas provinciales 116 y 3, la línea de 500 kV Lavalle-Santiago del Estero, viviendas sociales, entre otras obras públicas.

### Políticas en Educación

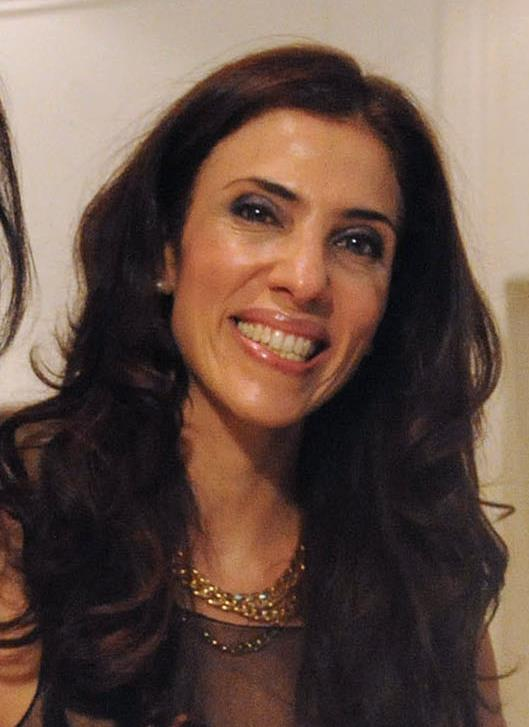
Claudia Ledesma Abdala de Zamora en diciembre de 2013.

En febrero de 2014, la mandataria provincial entregó un subsidio a la Escuela Primaria "San Francisco de Asís" de la ciudad de Fernández. Dicho dinero fue destinado a la refacción y mejoramiento de los baños del establecimiento educativo.
El 26 de febrero, durante el acto de apertura del ciclo lectivo 2014, inauguró el nuevo edificio de la Escuela de Comercio "General San Martín", ubicado en el barrio Mishqui Mayu de la ciudad de La Banda. En su discurso, dio a conocer que la inversión en educación para 2014 es un 37,71% más alta que en el año 2013, lo que se traducirá en mejoras salariales para los docentes, ayudas escolares, aumentos de cargos docentes y horas cátedra, entre otros beneficios.
En marzo, habilitó el nuevo edificio del Centro Experimental N.º 4, correspondiente al nivel primario, y la refuncionalización y ampliación de la Escuela Piloto N.º 1 del secundario en la ciudad de Fernández. Dicho complejo edilicio está compuesto por sector primario, sector secundario y Jardín de Infantes. Además, tiene como anexo una escuela Técnica con talleres de carpintería, electricidad, herrería, etc. Con una población estudiantil de aproximadamente 1500 alumnos que concurren a clases en horarios matutinos y vespertinos. También las distintas escuelas de la ciudad recibieron mochilas, guardapolvos y kit escolares a través del Ministerio de Educación y Jefatura de Gabinete.
Días más tarde, inauguró las obras de ampliación y refuncionalización de la escuela N.º 1011 de la localidad de Weisburd. También se hizo entrega de 620 guardapolvos y 611 mochilas para los alumnos de la Escuela 1011 y otras instituciones de la localidad.
A fines de marzo de 2014, inauguró las obras de ampliación y refacción de la Escuela N° 913 "Pedro Edgardo Giachino" de la ciudad de Campo Gallo, cabecera del Departamento Alberdi. También se dotó de equipamiento y mobiliario a dicho establecimiento. Por otro lado, desde el Ministerio de Educación se otorgó un subsidio al Jardín de Infantes N°124 de dicha ciudad para la adquisición de dos equipos acondicionadores de aire para el Salón de Usos Múltiples de la institución educativa. Además, se entregó equipamiento y mobiliario. El Ministerio de Desarrollo Social y a través de la Jefatura de Gabinete de Ministros, se entregaron alrededor de 1600 guardapolvos y mochilas con kits escolares para diferentes instituciones educativas de nivel inicial, primario y secundario de Campo Gallo.
El 2 de abril del mismo año, con motivo del Día Mundial de Concienciación sobre el Autismo, la gobernadora Claudia Ledesma de Zamora participó de una cumbre sobre la temática en la sede de la Organización de las Naciones Unidas. Allí expuso las acciones del programa provincial de mejora continua para el apoyo a estudiantes con Trastorno del Espectro Autista. Se trató de un histórico discurso, en el que por primera vez un mandatario provincial santiagueño disertó en Naciones Unidas.
Días más tarde, la gobernadora de la provincia inauguró la Escuela Primaria con Nivel Inicial de Educación Especial en la ciudad de Los Juríes, en el Departamento General Taboada. La misma cuenta con un área administrativa, dirección, sala de docentes, 3 aulas con un núcleo de sanitario principal para niños y niñas del nivel primario, un taller de carpintería y otro taller para actividades prácticas con galería de comunicación. Como así también dos aulas Jardín, un gabinete psicopedagógico, una sala de kinesiología y otra de fonoaudiología, y sanitarios para niñas y niños del nivel inicial. Esta obra del edificio tiene una superficie cubierta de 730 m².

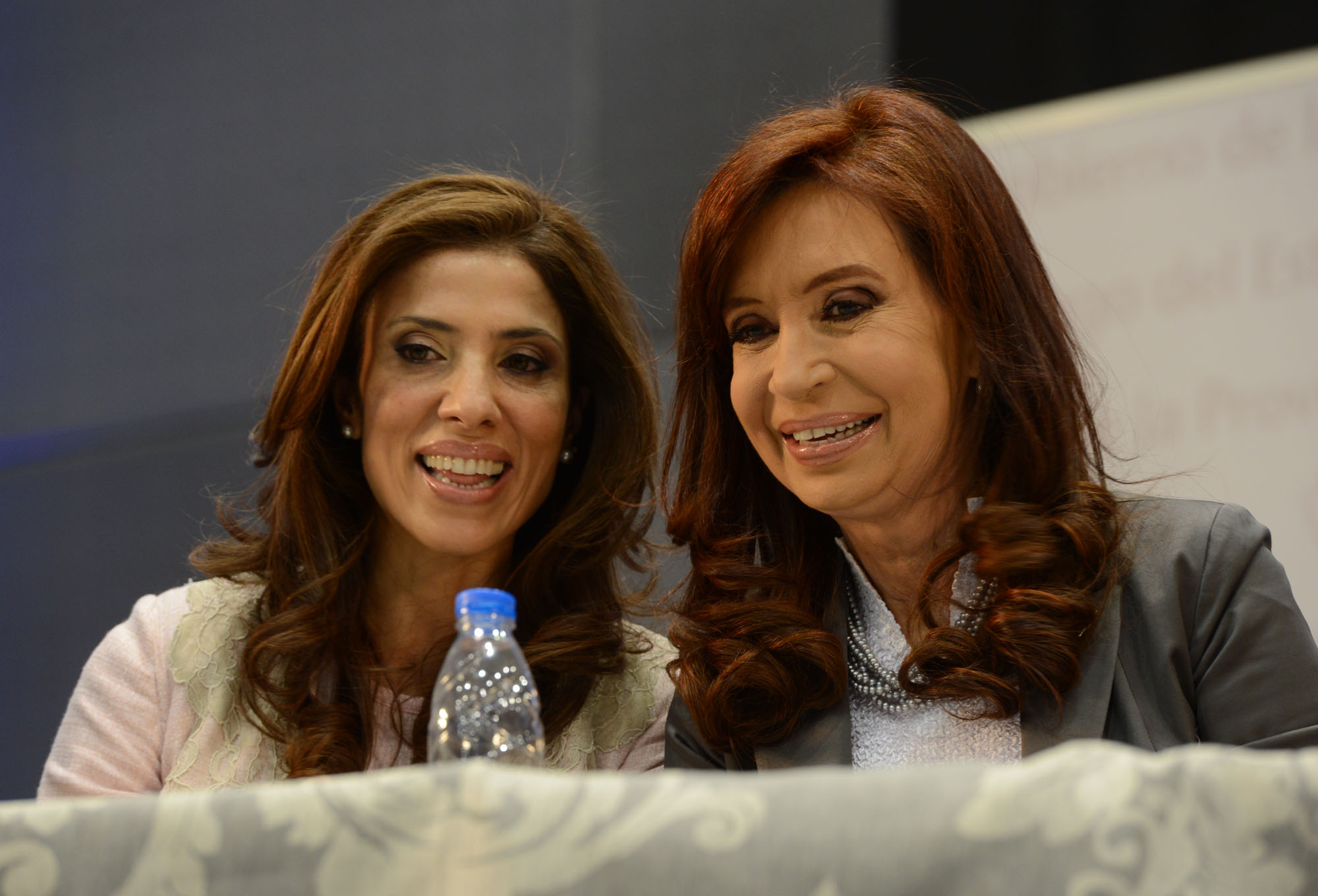
La presidenta de la Nación, Cristina Fernández acompañada por la gobernadora de la provincia, Claudia Ledesma Abdala.

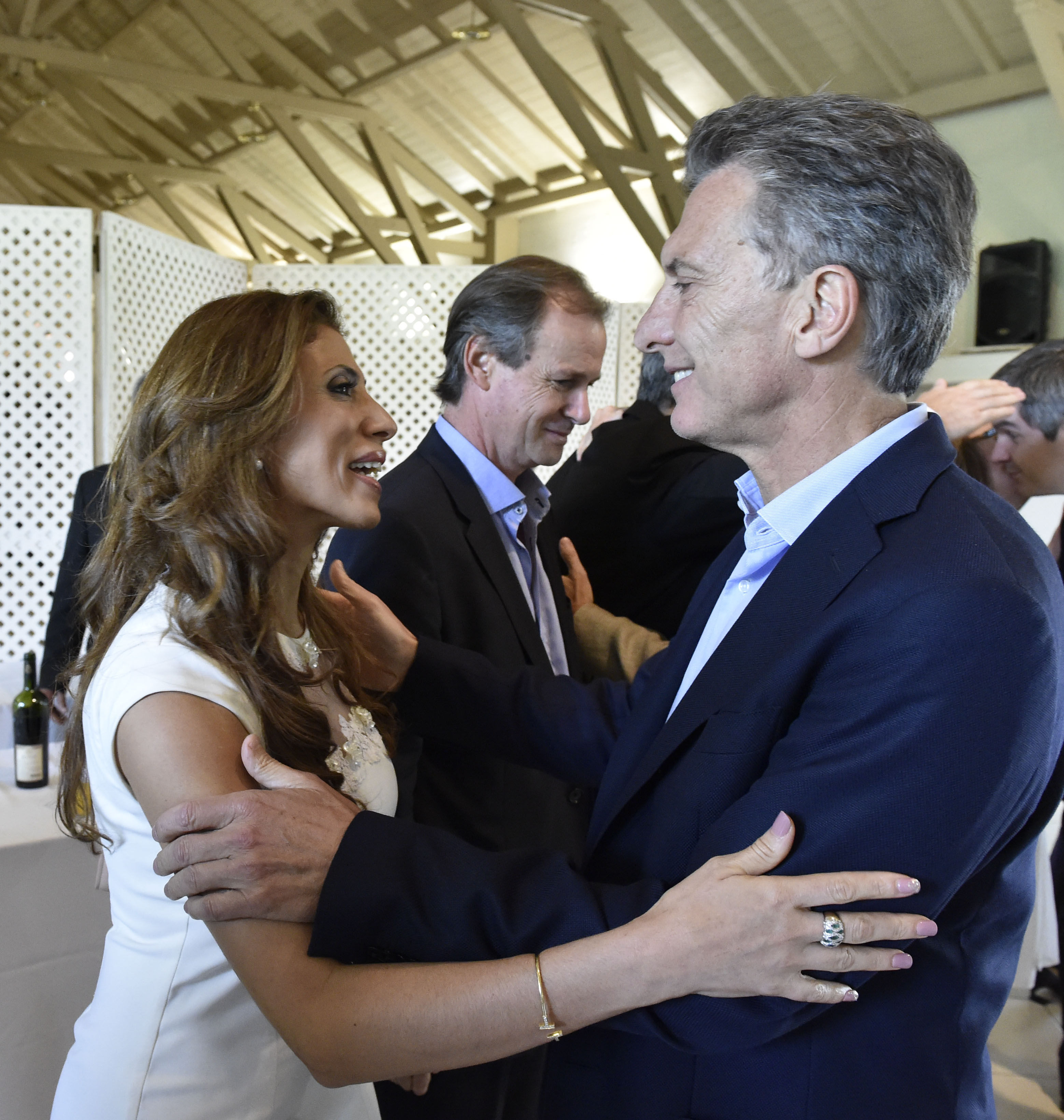
La gobernadora saludándose con el presidente Mauricio Macri.

En mayo de 2014, Claudia de Zamora habilitó el anexo escolar de la Escuela N.º 52 “República de Santo Domingo”, en la localidad de Vinal Isla, ubicada en el departamento Figueroa. Además, a través del Ministerio de Educación, se benefició a la institución educativa inaugurada mediante la entrega de equipamiento y mobiliario. También inauguró el Jardín de Infantes N.º 342, de la localidad de La Noria, en el departamento Loreto y habilitó de manera simbólica la Escuela N.º 998 de la misma localidad, acompañado de la entrega de importantes elementos.
Al mes siguiente, la mandataria inauguró el anexo de la escuela Nº417 Cabo Mario Ramón Luna, en el paraje El Negro del departamento Figueroa, complementando con la entrega de equipamiento y mobilario. También entregó seis tractores con rastras para distintas instituciones educativas agrotécnicas del interior provincial.
A mediados de 2014, inauguró el Jardín de Infantes N° 342, Anexo a la Escuela N° 1060 de la localidad de La Noria, departamento Loreto; a través del Ministerio de Educación, dotó de equipamiento y mobiliario. Además, en el mismo acto, se inauguró de manera simbólica la Escuela N.º 998 de la misma localidad.
También en el mes de julio inauguró obras de refacción, remodelación y ampliación de la Escuela N.º 635 “José Ignacio Jotta” y el Jardín anexo N.º 226 “Capullitos de Algodón” en la localidad de Los Ángeles, departamento Banda. El gobierno de la provincia a través del Ministerio de Desarrollo Social entregó mochilas y kits escolares a los niños y niñas de la escuela. Por su parte el Ministerio de Educación hizo entrega de equipamiento y mobiliario al establecimiento educativo.
En septiembre, habilitó las obras de ampliación y remodelación de la Escuela Primaria N° 328 “Pablo Raúl Trullenque”, del Colegio Secundario Agrotécnico “Antonio Escañuela” y del Jardín de Infantes “Caramelito” en la localidad de Colonia Gamara, departamento Banda. El nuevo edificio cuenta con laboratorios, aulas, cocina, talleres de producción y sala de disecado de alimentos, sala de informática, entre otras dependencias totalmente equipadas. En esta oportunidad, la mandataria destacó el acceso a los cargos por estricto órdenes de mérito, la titularización de más de 11 mil docentes santiagueños y el mejoramiento de las condiciones laborales con una fuerte inversión en infraestructura y en equipamiento que se realizó en toda la provincia.
Con el motivo de la próxima apertura de la carrera de Medicina en la Universidad Nacional de Santiago del Estero (UNSE), la gobernadora de la provincia, Claudia de Zamora y el jefe de Gabinete de Ministros de la Nación, Jorge Capitanich, firmaron convenios entre el gobierno provincial, el Estado Nacional, la UNSE y la Universidad Nacional de Tucumán. El primero de los convenios, establece el compromiso del gobierno nacional de asignar una partida presupuestaria para la creación y puesta en funcionamiento de la carrera de Medicina, y la posterior creación de la Facultad de Medicina, partida que se asignará a partir de enero de 2015. A su vez, la gobernadora firmó con la UNSE un acuerdo por el cual el gobierno provincial aportará  un terreno y la infraestructura edilicia necesarias con destino al funcionamiento de la Facultad de Medicina; y las rectoras de ambas casas de altos estudios, Natividad Nassif y Alicia Bardón, por su parte, suscribieron un convenio marco, que implica la cooperación de ambas universidades a los fines planteados. La Facultad de Medicina de la Universidad Nacional de Santiago del Estero comenzará a inscribir en 2015 para cursar y rendir el ingreso y tendrá su primer ciclo lectivo en 2016. Además de la carrera de grado de Medicina, está previsto que allí funcionen Obstetricia y Enfermería, que actualmente están bajo la órbita de la Facultad de Humanidades, Ciencias Sociales y de la Salud, a la que se integraría la de Biotecnología.
Durante el mes de noviembre, inauguró en la localidad de Yacu Ichacuna, del Departamento Figueroa, la Escuela N° 118 “Provincia de Mendoza” y habilitó el nuevo edificio de una Escuela Especial para Pozo Hondo. También inauguró en la localidad de Siete Pozos, ubicada en el departamento Figueroa, dos flamantes locales escolares: la escuela N.º 951 y el jardín de infantes N.º 669.
Además, se amplió y refaccionó la escuela Nº1010 “Juan Antonio Figueroa”, de la localidad de Yuchán, del departamento Juan Felipe Ibarra.
En el cierre del ciclo lectivo 2014, la gobernadora inauguró el nuevo edificio escolar del Colegio Secundario “Madre Antula”, de la localidad de Laprida, departamento Choya. Destacó en esa ocasión, que el presupuesto educativo para el año 2014, representó el 37,71% del presupuesto provincial. Se crearon 1110 cargos docentes y 11 961 horas cátedra, se finalizaron más de treinta establecimientos educativos, que significaron que más de 3000 alumnos de la provincia tengan condiciones dignas en el desarrollo de las actividades escolares. Además se entregaron mobiliarios para casi 10 000 alumnos y se otorgaron ayudas económicas a las instituciones educativas para la compra de diferentes elementos por la suma de 10 millones de pesos, que benefició a más de 600 establecimientos educativos. Se entregaron en el presente año, 10 000 netbooks en las escuelas de la provincia: 9480 en el Nivel Secundario, 274 en escuelas especiales, y 420 en institutos de formación docente. Desde su inicio en 2010, el programa ha hecho entrega de 93.526 netbooks en todo el territorio provincial, y se ha instalando los correspondientes pisos tecnológicos en las escuelas beneficiadas”.
Se redujo el analfabetismo del 6% al 4%, habiendo descendido luego de muchos años de haberse mantenido el porcentaje.

### Políticas en Salud

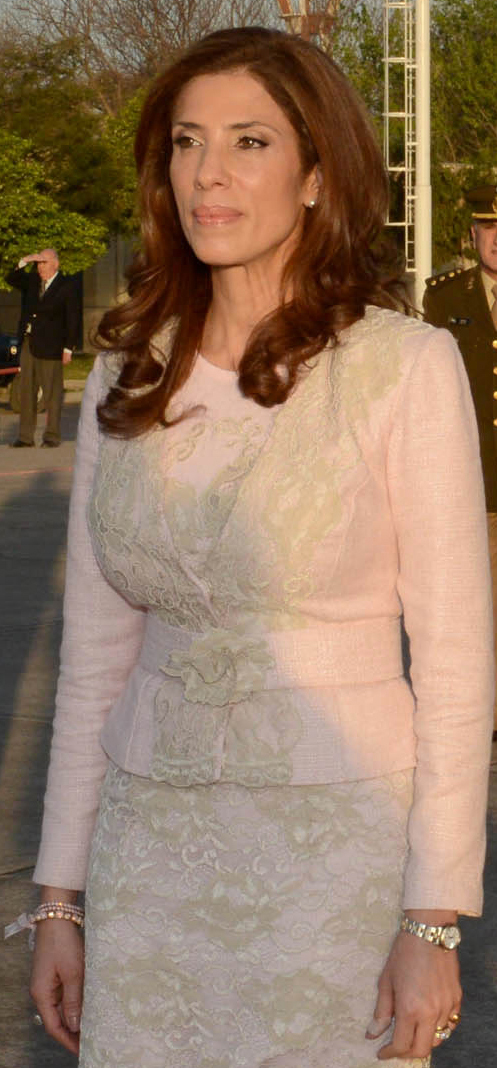
Claudia de Zamora en agosto de 2014.

En febrero de 2014, la gobernadora mantuvo una reunión con el Ministro de Salud de la Nación, Juan Luis Manzur, en la que analizaron el avance de distintos indicadores sanitarios de la provincia. Claudia de Zamora destacó que se intensificará el trabajo en materia de maternidad y niñez para continuar con esta política de Estado en materia de salud.
Durante los primeros meses de su gestión, se entregaron ambulancias a diferentes localidades del territorio provincial, totalmente equipadas para traslados de pacientes.
A fines de marzo de 2014, Claudia de Zamora inauguró el nuevo edificio del Hospital Zonal "Bernardo Alberto Houssey", en la ciudad de Quimilí, en un acto que contó con la presencia de Juan Manzur, ministro de Salud de la Nación. El nuevo establecimiento cuenta con 17 consultorios externos para diferentes especialidades médicas , 60 camas para internación -20 de ellas para niños y 9 para emergencias- y dos quirófanos, uno de ellos para operaciones y cesáreas.
El 10 de abril del mismo año, Claudia de Zamora inauguró el nuevo Hospital Zonal en Nueva Esperanza, Departamento Pellegrini. El mismo es un nuevo edificio con características modernas, donde se construyeron una decena de consultorios para asistir distintas patologías de los pacientes, una equipada sala de internación y de urgencias, además de quirófanos, sala de terapia intensiva y otras oficinas administrativas.
En noviembre habilitó el Banco Público de Tejidos Oculares, que funcionará en dependencias del Hospital Oftalmológico Dr. Enrique Demaría de la ciudad capital. Se trata del primer banco regional en la Argentina y el primero en todo el Noroeste Argentino.
En diciembre, dejó habilitado el nuevo Centro de Lavado del Hospital Regional Dr. Ramón Carrillo. El mismo fue dotado de nuevas maquinarias como lavadoras, planchadora y secadoras. Todo el sistema de lavadero del hospital fue ampliado y refuncionalizado agregando maquinaria de lavado, secado y centrifugado con las instalaciones sanitarias de acuerdo con las normas y con toda la distribución del circuito de ropa utilizable y para lavar y el dispendio de ropa para los servicios y el quirófano. Esto posibilitará dar respuesta a los siete quirófanos que están funcionando las 24 horas y a todo el sistema de internación que son casi 500 camas. También inauguró el Depósito Central de Medicamentos del Ministerio de Salud de Santiago del Estero. El depósito posee un sistema de refrigeración que mantiene una temperatura adecuada para cada tipo de medicamento, garantizando temperaturas medias de acuerdo con los requerimientos, cuenta con una cámara de frío para los remedios que la necesiten y se logró centralizar los diferentes depósitos, lo que facilita la coordinación, el control y flujo de los fármacos.
Durante su gestión en 2014, se ha disminuido la mortalidad materna en un 64 % en la provincia. Con respecto a la seguridad alimentaria escolar, hay 169 establecimientos y 47 794 alumnos a los que se ha asistido con yogur probiótico y para 2015 se ha dispuesto un incremento del 100% en dicha inversión. Se continuó con una importante inversión en esta área, habiéndose intervenido en 14 hospitales, centros de especializados, helipuertos y depósitos, totalizando un total de 18 150 m² de construcción. Se encuentran en construcción siete obras en las que se destaca por su magnitud e importancia dentro del sistema sanitario provincial e incluso de la región del NOA, el Centro Integral de Calud de La Banda que contará con una superficie de 14 000 m².

### Políticas Económicas y de Desarrollo Social
El 21 de diciembre de 2013, la gobernadora inauguró en la ciudad capital la Cooperativa de Trabajo “Madres Unidas de Pacará”, institución generadora de inclusión social y trabajo para los vecinos. Días después, entregó subsidios a la Cooperativa Textil de Termas de Río Hondo.
A fines de enero de 2014, entregó al comisionado municipal de Estación Simbolar, Omar Alderete, un subsidio para la compra de una bomba distribuidora de agua. Este aporte económico permitió que la localidad, ubicada en el Departamento Banda, pueda encontrar una solución a las problemáticas relacionadas con el agua.
A mediados de febrero, anunció mejoras salariales para los empleados de la Administración Pública, docentes y agentes de áreas específicas del Estado, que se centran en un 25% de aumento en el sueldo básico, en un solo tramo. Por otra parte, dispuso que la Ayuda Escolar sea de $1000 para el año 2014.
A fines de febrero, visitó la sede local de Asistencia al Celíaco de Argentina (Acela), donde recorrió las instalaciones del complejo en donde se fabrican productos libres de gluten, aptos para que las personas celíacas puedan consumirlos. La titular del Ejecutivo Provincial otorgó una ayuda económica a la asociación, que se traducirá en importantes mejoras tanto materiales como humanas.
En julio de 2014, Claudia Ledesma de Zamora inauguró un Salón de Usos Múltiples (SUM) comunitario en el barrio Tradición de la ciudad de Santiago del Estero, construido por las cooperativas del Programa Argentina Trabaja. Entre otras iniciativas, en este espacio funcionará un Centro de Promoción de Derechos de Niños, Niñas y Adolescentes. Además de la construcción, la gobernadora dejó habilitada en el mismo predio la recuperación del playón deportivo y el cercado perimetral completo.
Durante su gestión, desarrolló y lanzó el Plan de Viviendas Sociales, con el objetivo de erradicar las viviendas precarias y los ranchos en toda la provincia. A partir del esfuerzo conjunto de organizaciones sociales, familias y Estado ya se construyeron desde el año 2013 alrededor de 500 módulos habitacionales, hay 200 más en ejecución y 100 más próximos a iniciarse. De este modo se brindan soluciones habitacionales a un gran número de familias que viven en viviendas tipo rancho y se avanza en la erradicación definitiva de la enfermedad de Chagas en la provincia.
A fines de septiembre, Claudia de Zamora entregó aportes para microemprendimientos del Programa Santiago Productivo con el que ya se pusieron en marcha 61 emprendimientos en lo que va de 2014 y se generaron cientos de puestos de trabajo. Los nuevos aportes otorgados a 10 microemprendimientos existentes serán utilizados para potenciar las capacidades productivas de emprendedores que se dedican a distintos oficios, como así también a la producción de bienes y servicios.
A fines de noviembre, la gobernadora entregó nuevas jubilaciones a 790 ciudadanos de distintos puntos de la provincia, correspondientes a la nueva moratoria previsional en el marco de las políticas de Estado del Gobierno nacional y provincial, las cuales apuntaron a incluir en el sistema jubilatorio a aquellos que no lo están para llegar a los sectores de mayor vulnerabilidad social.
En febrero de 2015, aumentó en un 30 % los sueldos básicos de empleados públicos y docentes provinciales. Asimismo anunció que la presentación de un proyecto en la legislatura de la provincia con el objetivo de generar un fondo productor para los futuros jubilados. En 2016 comenzó la  obra de provisión de agua potable a las localidades de Quimilioj, San Vicente, La Bota, Tusca Pozo, La Maravilla, del Departamento Figueroa.
Junto con la construcción de una nueva represa pública en Quimilioj.

### Políticas en Seguridad
El 18 de diciembre de 2013, Ledesma Abdala participó en una reunión junto a la Procuradora General de la Nación, Alejandra Gils Carbó y los gobernadores de Santa Fe, Antonio Bonfatti; Salta, Juan Manuel Urtubey; y de Mendoza, Francisco Pérez para trabajar en un nuevo esquema que crea 27 distritos fiscales para implementar políticas criminales coordinadas para enfrentar delitos complejos como el narcotráfico y la trata de personas.
El proyecto se basa en la interacción de los fiscales federales con sus pares provinciales, autoridades policiales, judiciales y políticas de las provincias. Además, apunta a homogeneizar las respuestas del Ministerio Público Fiscal ante el mismo fenómeno criminal. La resolución firmada crea la figura del "fiscal coordinador" para cada distrito.
En marzo de 2014, entregó 25 móviles policiales destinados a la ciudad de Termas de Río Hondo, que facilitarán y permitirán una ampliación de los operativos policiales que se desarrollan en la ciudad termal.

#### Seguridad Vial
El 7 de marzo de 2014, la gobernadora Claudia Zamora firmó el DNU N.º 372 que declara la Emergencia Vial en todo el territorio provincial.
En sus consideraciones, señaló el alto índice de accidentes viales diarios con pérdida de vidas humanas en la provincia. También remarcó que la alarmante realidad cotidiana requiere la urgente intervención del Estado que promueva nuevas prácticas, para el respeto a las normas de tránsito y sostuvo que la exigencia tiene que estar orientada en un comienzo a los agentes y funcionarios de la administración pública, que tendrán la obligación de respetar la normativa vial en todo momento como deber legal. El incumplimiento traerá aparejado sanciones administrativa que van de apercibimiento, suspensión sin goce de haberes y cesantía.
Entre las medidas desprendidas de dicho decreto, se encuentran:
- La creación de un cuerpo especial de seguridad vial dependiente de la Policía, que controlará el cumplimiento de leyes vigentes, sumando tecnología al registro de infractores y sanciones progresivas que podrán ser aplicadas en el lugar y momento que se detecten.
- Prohibición de la venta de combustible a menores de edad y a los motociclistas que no usen casco protector. El incumplimiento de esta medida, podrá dar lugar a la sanción de clausura de la estación de servicio.
- Los vehículos secuestrados, cuyos titulares de dominio no se presentaran a estar a derecho, serán pasibles de ser puestos en subasta, afectados a servicios públicos o compactados.
- Conformación del Registro Provincial de Infractores a las normas de tránsito en el ámbito de la Dirección General de Seguridad Vial de la Policía.
- Para armonizar las normativas de tránsito y seguridad vial se aprobó el Código de Faltas de Tránsito provincial, un compendio normativo basado en los principios liminares de las normas de tránsito nacionales 24.449 y 26.363.
- Las faltas estarán bajo la órbita de la Justicia de Faltas de Tránsito Provincial, que tendrá competencia en el juzgamiento de conductas infractoras de las leyes de tránsito y seguridad vial conforme la presente ley, y actuará el ámbito del Ministerio de Seguridad.
- Un equipo interministerial, coordinado por el jefe de Gabinete de la Provincia será el encargado de diseñar las estrategias y el desarrollo de las acciones necesarias para la aplicación del instrumento legal, cuya autoridad de aplicación será la Secretaría de Seguridad. Se remarca que el rol de los municipios en el control del tránsito urbano hace a sus funciones esenciales y no es intención su sustitución sino la complementación de recursos y acciones por lo que el Poder Ejecutivo invita a todas las municipalidades a adherirse a esta ley.[80]

Con el objetivo de fortalecer las medidas adoptadas, la gobernadora Claudia Ledesma de Zamora entregó en mayo de 2014 más de 70 vehículos a la Policía de la provincia, destinados a la Seguridad Vial en todo el territorio provincial.
Desde que se pusieron en marcha los distintos operativos a través de la creación de la Dirección de Seguridad Vial, se produjo la mayor reducción de accidentes que alcanzó aproximadamente un 40 % en relación con 2014, y se profundizó la caída si la comparación se hace con años anteriores.

### Políticas en Deportes
En marzo de 2014, dejó inaugurada la primera etapa de las obras de remodelación en el hipódromo 27 de abril de la ciudad capital. La primera etapa de remodelación de esta institución consistió en la construcción de una moderna tribuna, con cómodas butacas, totalmente nuevas y pintadas. Se construyó un edificio todo vidriado al frente de la pista con ascensor, confitería, salón de usos múltiples, sanitarios, cocina, palcos V.I.P. Además se mejoró el tatersall destinado a los caballos de carrera que le otorgan espacios acordes a las necesidades de los animales y en mejores condiciones para los cuidadores. A todo estos se suman sala para el jockey, boleterías, veterinaria y enfermería.
Los días 25, 26 y 27 de abril, se llevó a cabo en Termas de Río Hondo el gran premio de la República Argentina de MotoGP. La gobernadora Claudia Zamora, junto al ministro de Turismo de la Nación, Enrique Meyer encabezaron "La Noche Argentina", con el que se les dio la bienvenida a los pilotos de las escuderías y a los invitados especiales que llegaron a la provincia en el marco de dicha competencia. Se estimó que durante los tres días que duró la competencia, más de 125 000 personas asistieron al Autódromo Internacional de Termas de Río Hondo. Se estima que en la ciudad hubo más de 5000 extranjeros durante la competencia. De acuerdo con un informe elaborado por el Ministro de Turismo de la Nación, este espectáculo deportivo generó más de 46 millones de dólares, de manera directa, indirecta e inducida.
En el mes de agosto, inauguró en la ciudad de La Banda el complejo boxístico “El Coliseo”, un centro deportivo donde se llevarán a cabo eventos locales, nacionales e internacionales de este deporte de contacto. Está pensado para todos los deportes de contacto, especialmente el boxeo, para lo que se ha construido un cuadrilátero de más de seis metros, tribunas, lugar para el entrenamiento boxístico, un piso exclusivo para musculación, aparatos de última generación, y un tercer piso para el trabajo aeróbico. También cuenta con dos salones V.I.P. provistos de todos los servicios. El lugar contará con entrenadores de boxeo y otros deportes de contacto, preparadores físicos, médicos deportólogos, etc.

### Políticas en Turismo
A fines de enero de 2014, la gobernadora Claudia de Zamora participó en la primera jornada de la Feria Internacional de Turismo, FITUR, en la Noche Argentina en Madrid. La primera mandataria provincial recorrió junto con el Ministro de Turismo de la Nación, Enrique Meyer, las diferentes muestras allí ofrecidas. De ese modo, Santiago del Estero formó parte de los 50 expositores que integraban la delegación argentina que promocionaron sus destinos en la Feria Internacional que se realizó en Madrid hasta el 26 de enero.
En el marco de este encuentro, participó de la presentación oficial de la Exposición Mundial Termatalia Argentina, ante un centenar de representantes de profesionales y empresarios del termalismo de Europa y América Latina. Termatalia Argentina se presentó por primera vez en Europa como marca del termalismo y centro de negocios mundial del sector. Se trata de la única feria especializada en Turismo de Salud y Bienestar que agrupa a Europa y América que convoca a profesionales de más de 25 países y que supone un ejemplo de cooperación iberoamericana.
También en FITUR, la primera mandataria provincial presentó el gran premio de la República Argentina de MotoGP, que se realizó a fines de abril de 2014 en la ciudad de Termas de Río Hondo. El objetivo central de la participación de la gobernadora, tuvo como eje principal promocionar las bondades que ofrece la ciudad termal santiagueña, en el marco de políticas de Estado del Gobierno provincial, y que tienen como principal objetivo promover el crecimiento experimentado no nada más en Termas de Río Hondo, sino en toda la provincia.
A fines de abril del mismo año, inauguró en la localidad de Villa La Punta obras vinculadas con el turismo, como ser el acceso al dique y la refacción y ampliación de la hostería de la localidad del Departamento Choya.
El 29 de mayo, la gobernadora dejó inaugurada la obra de remodelación integral del principal coliseo y centro de convenciones de Termas de Río Hondo, el Centro Cultural General San Martín. El edificio goza de cuatro modernas salas de exposiciones tanto en planta baja como en el primer piso, destinadas a la organización de reuniones y eventos. La modificación de la fachada incluyó un cambio total de equipamientos de iluminación y revestimientos.
En septiembre fue inaugurado por la gobernadora el complejo turístico “Termas 1”, situado en el predio del Autódromo provincial y a orillas del lago de la ciudad, con el objeto de ser foco revitalizador de la actividad turística y deportiva. La obra tiene una gran inspiración en el múltiple campeón mundial de automovilismo, Juan Manuel Fangio, hecho que se ve reflejado en distintas partes del complejo. Está compuesto por dos edificios, uno de 7 niveles ubicado en el sector norte del terreno y otro de 4 niveles emplazado sobre el lago, ambos están vinculados por un puente sobre la costanera. En referencia al aspecto funcional, el complejo cuenta con 65 habitaciones, incluyendo suites estándar, suites máster y una suite presidencial, SPA con áreas de tratamiento y relajación, piscinas interior y exterior climatizadas, gym, salas de reuniones, restaurante, bar, palcos con vista al autódromo y áreas de servicio.
A principios de octubre, inauguró junto al ministro Meyer la feria internacional Termatalia 2014, en la ciudad de Termas de Río Hondo. El evento convocó a más de 140 expositores de más de 25 países. El encuentro fomentó el intercambio de experiencias entre distintos continentes, desde un punto de vista empresarial, institucional y social, para obtener una perspectiva global del sector. Durante tres días, Termas de Río Hondo se convirtió a través de Termatalia en un centro de negocios mundial para el sector del turismo de salud y bienestar, la talasoterapia y el spa.
| Predecesor: Gerardo Zamora | Gobernadora de Santiago del Estero 2013 - 2017 | Sucesor: Gerardo Zamora |